# Rhabdomastix monilicornis
Rhabdomastix monilicornis är en tvåvingeart som beskrevs av Alexander 1926. Rhabdomastix monilicornis ingår i släktet Rhabdomastix och familjen småharkrankar. Inga underarter finns listade i Catalogue of Life.